# Primera División de Bolivia 1977
El Campeonato de Primera División 1977 fue el primer torneo de fútbol organizado por la Liga del Fútbol Profesional Boliviano que se había creado el 23 de agosto de ese año. Con este campeonato se dio inicio a la Era Liguera del Fútbol Boliviano, sucediendo al Torneo Nacional Simón Bolívar que fue su predecesor entre 1960 y 1976, siendo considerado como la era amateur.
Participaron 16 equipos de 8 Asociaciones Departamentales de Fútbol, que decidieron formar parte de esta nueva era en el fútbol boliviano a nivel clubes.

## Formato
El Campeonato se dividió en dos fases. La primera compuesta por dos grupos de 8 equipos cada uno. La segunda fase contaba con los 10 mejores equipos de la anterior divididos a su vez en dos grupos de 5. Estos pasaban a un cuadrangular final donde ganaba el que más puntos acumulara.

## Equipos participantes
| Equipo                  | Fundación               | Ciudad      | Estadio                 |
| ----------------------- | ----------------------- | ----------- | ----------------------- |
| 20 de agosto            | Sin datos disponibles   | Trinidad    | Lorgio Zambrano Ibáñez  |
| Always Ready            | 13 de abril de 1933     | La Paz      | Simón Bolívar           |
| Aurora                  | 27 de mayo de 1935      | Cochabamba  | Félix Capriles          |
| Blooming                | 1 de mayo de 1946       | Santa Cruz  | Ramón Tahuichi Aguilera |
| Bolívar                 | 12 de abril de 1925     | La Paz      | Simón Bolívar           |
| Deportivo Bata          | 20 de octubre de 1941   | Quillacollo | Félix Capriles          |
| Deportivo Municipal     | 20 de octubre de 1944   | La Paz      | Luis Lastra             |
| Guabirá                 | 13 de abril de 1962     | Montero     | Ramón Tahuichi Aguilera |
| Independiente Unificada | 1 de abril de 1926      | Potosí      | Potosí                  |
| Oriente Petrolero       | 5 de noviembre de 1955  | Santa Cruz  | Ramón Tahuichi Aguilera |
| Petrolero               | 16 de abril de 1950     | Cochabamba  | Félix Capriles          |
| Real Santa Cruz         | 2 de mayo de 1962       | Santa Cruz  | Ramón Tahuichi Aguilera |
| San José                | 19 de marzo de 1942     | Oruro       | Jesús Bermúdez          |
| Stormers                | 25 de enero de 1914     | Sucre       | Morro de Surapata       |
| The Strongest           | 8 de abril de 1908      | La Paz      | Hernando Siles          |
| Wilstermann             | 24 de noviembre de 1949 | Cochabamba  | Félix Capriles          |

#### Equipos por Departamento
| Departamento | Número | Equipos                 |
| ------------ | ------ | ----------------------- |
| Cochabamba   | 4      | Aurora                  |
| Cochabamba   | 4      | Deportivo Bata          |
| Cochabamba   | 4      | Petrolero               |
| Cochabamba   | 4      | Wilstermann             |
| La Paz       | 4      | Always Ready            |
| La Paz       | 4      | Bolívar                 |
| La Paz       | 4      | Deportivo Municipal     |
| La Paz       | 4      | The Strongest           |
| Santa Cruz   | 4      | Blooming                |
| Santa Cruz   | 4      | Guabirá                 |
| Santa Cruz   | 4      | Oriente Petrolero       |
| Santa Cruz   | 4      | Real Santa Cruz         |
| Beni         | 1      | 20 de agosto            |
| Chuquisaca   | 1      | Stormers                |
| Oruro        | 1      | San José                |
| Potosí       | 1      | Independiente Unificada |

## Primera Fase
|  |                                 |
|  | Clasificados a la Segunda Fase. |

### Grupo A
|  | Pos. | Equipo                  | Pts. | PJ | PG | PE | PP | GF | GC | Dif. |
|  | ---- | ----------------------- | ---- | -- | -- | -- | -- | -- | -- | ---- |
|  | 1.   | Oriente Petrolero       | 18   | 14 | 8  | 2  | 4  | 28 | 20 | +8   |
|  | 2.   | Bolívar                 | 17   | 14 | 7  | 3  | 4  | 34 | 16 | +18  |
|  | 3.   | Always Ready            | 15   | 14 | 5  | 5  | 4  | 22 | 17 | +5   |
|  | 3.   | Guabirá                 | 15   | 14 | 5  | 5  | 4  | 29 | 25 | +4   |
|  | 3.   | Deportivo Bata          | 15   | 14 | 6  | 3  | 5  | 19 | 17 | +2   |
|  | 6.   | Aurora                  | 14   | 14 | 5  | 4  | 5  | 19 | 23 | -4   |
|  | 6.   | Independiente Unificada | 14   | 14 | 6  | 2  | 6  | 20 | 25 | -5   |
|  | 8.   | Stormers                | 4    | 14 | 0  | 4  | 10 | 13 | 41 | -28  |

### Grupo B
|  | Pos. | Equipo              | Pts. | PJ | PG | PE | PP | GF | GC | Dif. |
|  | ---- | ------------------- | ---- | -- | -- | -- | -- | -- | -- | ---- |
|  | 1.   | The Strongest       | 22   | 14 | 10 | 2  | 2  | 38 | 16 | +22  |
|  | 1.   | Petrolero           | 22   | 14 | 9  | 4  | 1  | 39 | 19 | +20  |
|  | 3.   | Blooming            | 16   | 14 | 7  | 2  | 5  | 33 | 27 | +6   |
|  | 3.   | Wilstermann         | 16   | 14 | 6  | 4  | 4  | 30 | 27 | +3   |
|  | 5.   | San José            | 15   | 14 | 6  | 3  | 5  | 33 | 24 | +9   |
|  | 6.   | Deportivo Municipal | 12   | 14 | 5  | 2  | 7  | 26 | 31 | -5   |
|  | 7.   | 20 de agosto        | 5    | 14 | 2  | 1  | 11 | 22 | 55 | -33  |
|  | 8.   | Real Santa Cruz     | 4    | 14 | 1  | 2  | 11 | 15 | 37 | -22  |

## Segunda Fase

### Grupo A
|  | Pos. | Equipo        | Pts. | PJ | PG | PE | PP | GF | GC | Dif. |
|  | ---- | ------------- | ---- | -- | -- | -- | -- | -- | -- | ---- |
|  | 1.   | Bolívar       | 11   | 8  | 5  | 1  | 2  | 17 | 13 | +4   |
|  | 2.   | The Strongest | 9    | 8  | 4  | 1  | 3  | 15 | 10 | +5   |
|  | 2.   | Blooming      | 9    | 8  | 4  | 1  | 3  | 16 | 12 | +4   |
|  | 2.   | San José      | 9    | 8  | 4  | 1  | 3  | 15 | 16 | -1   |
|  | 5.   | Guabirá       | 2    | 8  | 1  | 0  | 7  | 7  | 19 | -12  |

|  |                                        |
|  | Clasificado a Cuadrangular Final.      |
|  | Deben jugar una Liguilla de desempate. |

#### Liguilla
|  | Pos. | Equipo        | Pts. | PJ | PG | PE | PP | GF | GC | Dif. |
|  | ---- | ------------- | ---- | -- | -- | -- | -- | -- | -- | ---- |
|  | 1.   | The Strongest | 4    | 2  | 2  | 0  | 0  | 7  | 1  | +6   |
|  | 2.   | San José      | 1    | 2  | 0  | 1  | 1  | 3  | 5  | -2   |
|  | 2.   | Blooming      | 1    | 2  | 0  | 1  | 1  | 2  | 6  | -4   |

|  |                                   |
|  | Clasificado a Cuadrangular Final. |

### Grupo B
|  | Pos. | Equipo            | Pts. | PJ | PG | PE | PP | GF | GC | Dif. |
|  | ---- | ----------------- | ---- | -- | -- | -- | -- | -- | -- | ---- |
|  | 1.   | Oriente Petrolero | 11   | 8  | 4  | 3  | 1  | 11 | 6  | +5   |
|  | 2.   | Wilstermann       | 10   | 8  | 4  | 2  | 2  | 14 | 10 | +4   |
|  | 3.   | Always Ready      | 8    | 8  | 3  | 2  | 3  | 13 | 17 | -4   |
|  | 4.   | Petrolero         | 6    | 8  | 1  | 4  | 3  | 8  | 10 | -2   |
|  | 5.   | Deportivo Bata    | 5    | 8  | 2  | 1  | 5  | 11 | 14 | -3   |

|  |                                   |
|  | Clasificado a Cuadrangular Final. |

#### Resultados
| Bata        | 1 - 0 | Petrolero         | Félix Capriles | 16 de enero   |
| Wilstermann | 0 - 0 | Oriente Petrolero | Félix Capriles | 23 de febrero |

| Wilstermann  | 2 - 1 | Bata              | Félix Capriles | 19 de enero |
| Always Ready | 0 - 0 | Oriente Petrolero | Hernando Siles | 19 de enero |

| Petrolero         | 1 - 1 | Wilstermann | Félix Capriles        | 22 de enero |
| Oriente Petrolero | 2 - 1 | Bata        | Ramón Aguilera Costas | 22 de enero |

| Bata              | 1 - 2 | Always Ready | Félix Capriles        | 22 de enero |
| Oriente Petrolero | 1 - 0 | Petrolero    | Ramón Aguilera Costas | 22 de enero |

| Petrolero         | 1 - 1 | Always Ready | Félix Capriles        | 29 de enero |
| Oriente Petrolero | 2 - 1 | Wilstermann  | Ramón Aguilera Costas | 29 de enero |

| Wilstermann | 3 - 1 | Always Ready | Félix Capriles | 2 de febrero |
| Petrolero   | 1 - 1 | Bata         | Félix Capriles | 4 de febrero |

| Oriente Petrolero | 4 - 0 | Always Ready | Félix Capriles | 9 de febrero |
| Bata              | 1 - 2 | Wilstermann  | Félix Capriles | 9 de febrero |

| Always Ready | 4 - 2 | Bata      | Hernando Siles | 12 de febrero |
| Wilstermann  | 3 - 1 | Petrolero | Félix Capriles | 12 de febrero |

| Always Ready | 1 - 4 | Petrolero         | Hernando Siles | 16 de febrero |
| Bata         | 3 - 1 | Oriente Petrolero | Félix Capriles | 16 de febrero |

| Always Ready | 4 - 2 | Wilstermann       | Hernando Siles | 19 de febrero |
| Petrolero    | 1 - 1 | Oriente Petrolero | Félix Capriles | 19 de febrero |

## Cuadrangular Final

### Clasificación
|  | Pos. | Equipo            | Pts. | PJ | PG | PE | PP | GF | GC | Dif. |
|  | ---- | ----------------- | ---- | -- | -- | -- | -- | -- | -- | ---- |
|  | 1.   | Oriente Petrolero | 8    | 6  | 4  | 0  | 2  | 13 | 9  | +4   |
|  | 1.   | The Strongest     | 8    | 6  | 4  | 0  | 2  | 12 | 10 | +2   |
|  | 3.   | Bolívar           | 4    | 6  | 2  | 0  | 4  | 10 | 9  | +1   |
|  | 3.   | Wilstermann       | 4    | 6  | 2  | 0  | 4  | 9  | 16 | -7   |

|  |                             |
|  | Jugaron Final de desempate. |

### Resultados
| Bolívar     | 3 - 0 | Oriente Petrolero | Hernando Siles | 9 de marzo |
| Wilstermann | 4 - 1 | The Strongest     | Félix Capriles | 9 de marzo |

| The Strongest     | 1 - 0 | Bolívar     | Hernando Siles        | 12 de marzo |
| Oriente Petrolero | 3 - 0 | Wilstermann | Ramón Aguilera Costas | 12 de marzo |

| The Strongest | 4 - 3 | Oriente Petrolero | Hernando Siles | 16 de marzo |
| Wilstermann   | 2 - 1 | Bolívar           | Félix Capriles | 16 de marzo |

| The Strongest     | 4 - 0 | Wilstermann | Hernando Siles        | 19 de marzo |
| Oriente Petrolero | 1 - 0 | Bolívar     | Ramón Aguilera Costas | 19 de marzo |

| Bolívar     | 1 - 2 | The Strongest     | Hernando Siles | 22 de marzo |
| Wilstermann | 1 - 3 | Oriente Petrolero | Félix Capriles | 22 de marzo |

| Oriente Petrolero | 2 - 0 | The Strongest | Ramón Aguilera Costas | 26 de marzo |
| Bolivar           | 4 - 2 | Wilstermann   | Hernando Siles        | 26 de marzo |

## Final del Campeonato
El partido de desempate se llevó a cabo a partido único el 29 de marzo en campo neutral. El escenario para el partido fue el Estadio Félix Capriles.
| Anotado | 35' | Juan Peña        | 1–1 |
| Anotado | 41' | Ovidio Messa     | 2–1 |
| Anotado | 78' | Fernando Bastida | 3–1 |

| Anotado | 29' | Arturo Saucedo | 0–1 |

| Anotado | 35' | Juan Peña        | 1–1 |
| Anotado | 41' | Ovidio Messa     | 2–1 |
| Anotado | 78' | Fernando Bastida | 3–1 |

| Anotado | 29' | Arturo Saucedo | 0–1 |

## Campeón
|                                                                         |
| LFPB 1977 The Strongest 1º Título de Liga 4º Título de Primera División |

The Strongest y Oriente Petrolero clasificaron a la Copa Libertadores 1978.

## Goleadores
| Jugador           | Equipo                  | Anotado |
| ----------------- | ----------------------- | ------- |
| Jesús Reynaldo    | Bolívar                 | 28      |
| Ovidio Messa      | The Strongest           | 17      |
| Joacyr Da Silva   | Independiente Unificada | 14      |
| Daniel Castro     | Blooming                | 14      |
| Hercília Da Costa | Wilstermann             | 13      |
| Jorge Lattini     | The Strongest           | 13      |
| Fernando Bastida  | The Strongest           | 13      |
| Ramón Pedacchia   | San José                | 12      |
| Vanderlei         | Wilstermann             | 11      |
| Edgar Murillo     | San José                | 11      |